# Bernd Cullmann
Bernd Cullmann, född 11 oktober 1939 i Idar-Oberstein, död 13 januari 2025, var en tysk friidrottare.
Cullmann blev olympisk guldmedaljör på 4 x 100 meter vid sommarspelen 1960 i Rom.